# Tour Trinity
Tour Trinity este un complex de birouri situat în cartierul de afaceri La Défense, la periferia capitalei franceze Paris, pe teritoriul municipiului Courbevoie.
A fost proiectat de firma de arhitectură Cro & Co Architecture, condusă de arhitectul Jean-Luc Crochon.
Turnul măsoară 167 m și are o suprafață de 49.000 m2 pe 33 de niveluri.
Trinity are mai multe inovații arhitecturale:
- Un nucleu decentrat: nucleul Trinity este decalat pe fațadă și împodobit cu lifturi panoramice.
- Zone exterioare: terase triunghiulare, loggii si balcoane sunt disponibile pe toata inaltimea turnului.
- Deschideri in fata, care dau acces la aer liber pe toate fatadele.
- Fațade bioclimatice care optimizează furnizarea de lumină naturală.
- O înălțime minimă la cap de 2,80 m la toate etajele.[5]